# Sunday Calm
Sunday Calm er en amerikansk stumfilm fra 1923 af Robert F. McGowan.

## Medvirkende
- Joe Cobb som Joe Tucker
- Jackie Condon som Jackie Tucker
- Mickey Daniels som Mickey McTeeter
- Jack Davis som Jack Tucker
- Allen Hoskins som Farina
- Ernest Morrison som Ernie